# Gangnam-gu
Pour les articles homonymes, voir Gangnam.

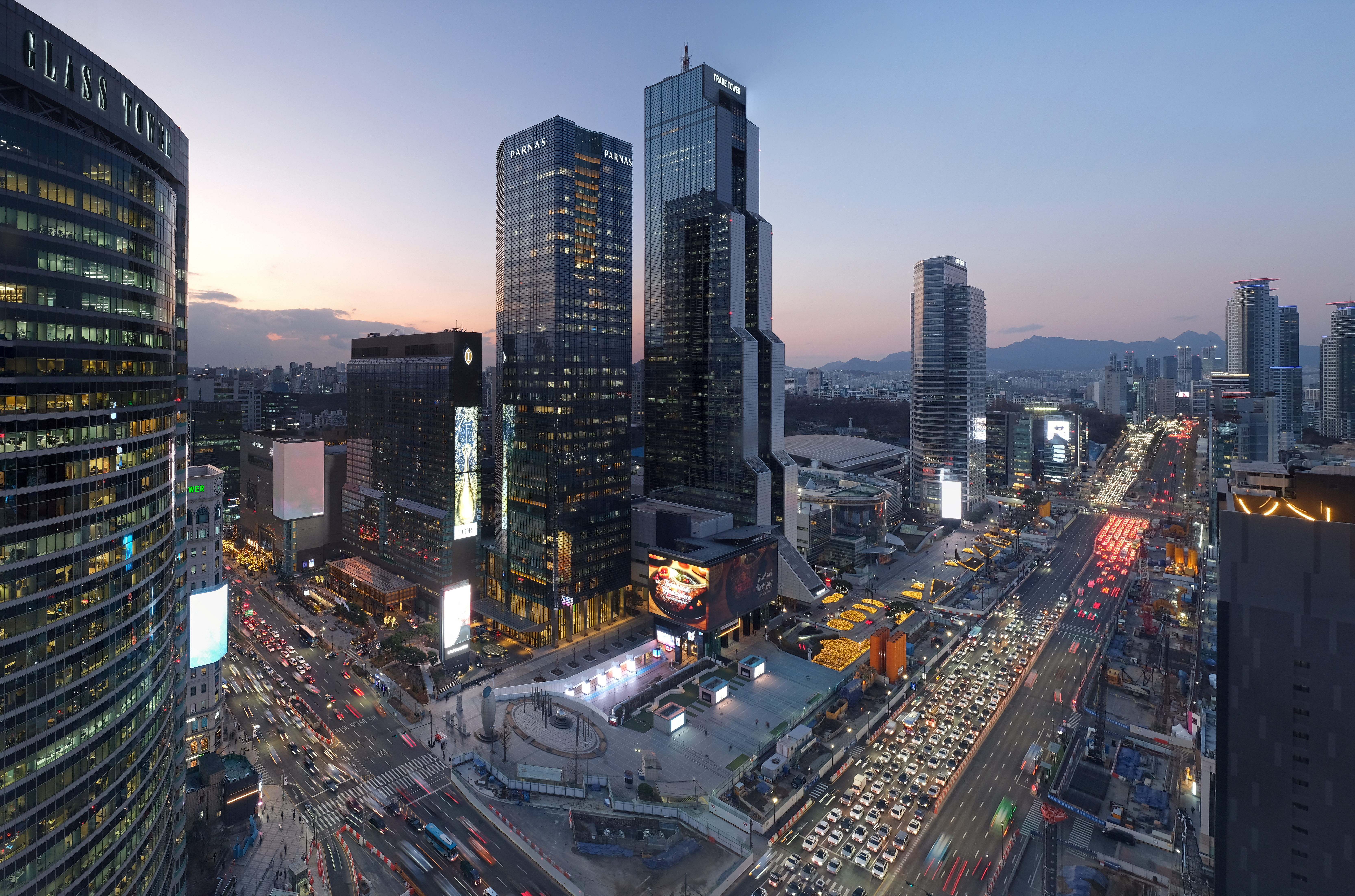
Une rue de Gangnam-gu.

Situation à Séoul.

Gangnam-gu (en coréen : 강남구, /kaŋ nam ku/) est un district (gu) de Séoul, le plus riche de la ville. Le nom de Gangnam (hangeul : 강남 ; hanja : 江南) signifie « le sud du fleuve ».
Le quartier de Gangnam a été développé plus tard que le quartier au nord du fleuve, il est donc plus moderne, avec de larges avenues et de hauts immeubles de prestige. On y trouve en particulier nombre de sociétés travaillant sur les technologies de l’information.
Cette modernité, la présence d’institutions étrangères, de restaurants et d’endroits où s’amuser attirent beaucoup de jeunes gens, surtout dans le quartier appelé Apgujeong (압구정).
Ce quartier est devenu très touristique.

## Quartiers
- Apgujeong 1-dong
- Apgujeong 2-dong
- Cheongdam 1-dong
- Cheongdam 2-dong
- Daechi 1-dong
- Daechi 2-dong
- Daechi 3-dong
- Daechi 4-dong
- Dogok 1-dong
- Dogok 2-dong
- Gaepo 2-dong
- Gaepo 3-dong
- Gaepo 4-dong
- Irwon 1-dong
- Irwon 2-dong
- Irwon bon-dong
- Nonhyeon 1-dong
- Nonhyeon 2-dong
- Samseong 1-dong
- Samseong 2-dong
- Segok-dong
- Sinsa-dong
- Suseo-dong
- Yeoksam 1-dong
- Yeoksam 2-dong

## Bâtiments et installations
L'arrondissement abrite le Convention and Exhibition Center (COEX).

## Faits marquants
Cet arrondissement de Séoul a aussi fait l'objet d'une chanson du chanteur sud-coréen Psy avec le titre Gangnam Style de style K-pop sorti le 15 juillet 2012. La chanson fait référence au style de vie de l’arrondissement de Gangnam qui est le quartier le plus riche de la ville.
Ce titre, visionné plus de cinq milliards de fois depuis sa mise en ligne le 15 juillet 2012 sur YouTube (dont un milliard les six premiers mois), figure dans le top 5 des clips les plus visionnés sur la plate-forme de partage de vidéos.
C'est dans cet arrondissement qu'est née Kim Jennie, célèbre rappeuse du groupe Blackpink.
Dans une enquête sur le « système Gangnam », la BBC indique avoir recueilli des témoignages selon lesquels, dans les « discothèques fastueuses » fréquentées par la haute société, des femmes « sont droguées sur commande par des hommes puissants, puis violées », ou encore que « des filles mineures sont sexuellement exploitées à des fins lucratives » ; « Tous disent que les abus à l'encontre des femmes dans ces clubs sont généralisés et souvent violents ».

## Jumelages
- Woluwe-Saint-Pierre (Belgique) depuis 1976[4] ;
- Fredericton (Canada) depuis 2008[5] ;
- Riverside (Californie) (États-Unis) depuis 1999[6].